# Meißner Kapitelberg

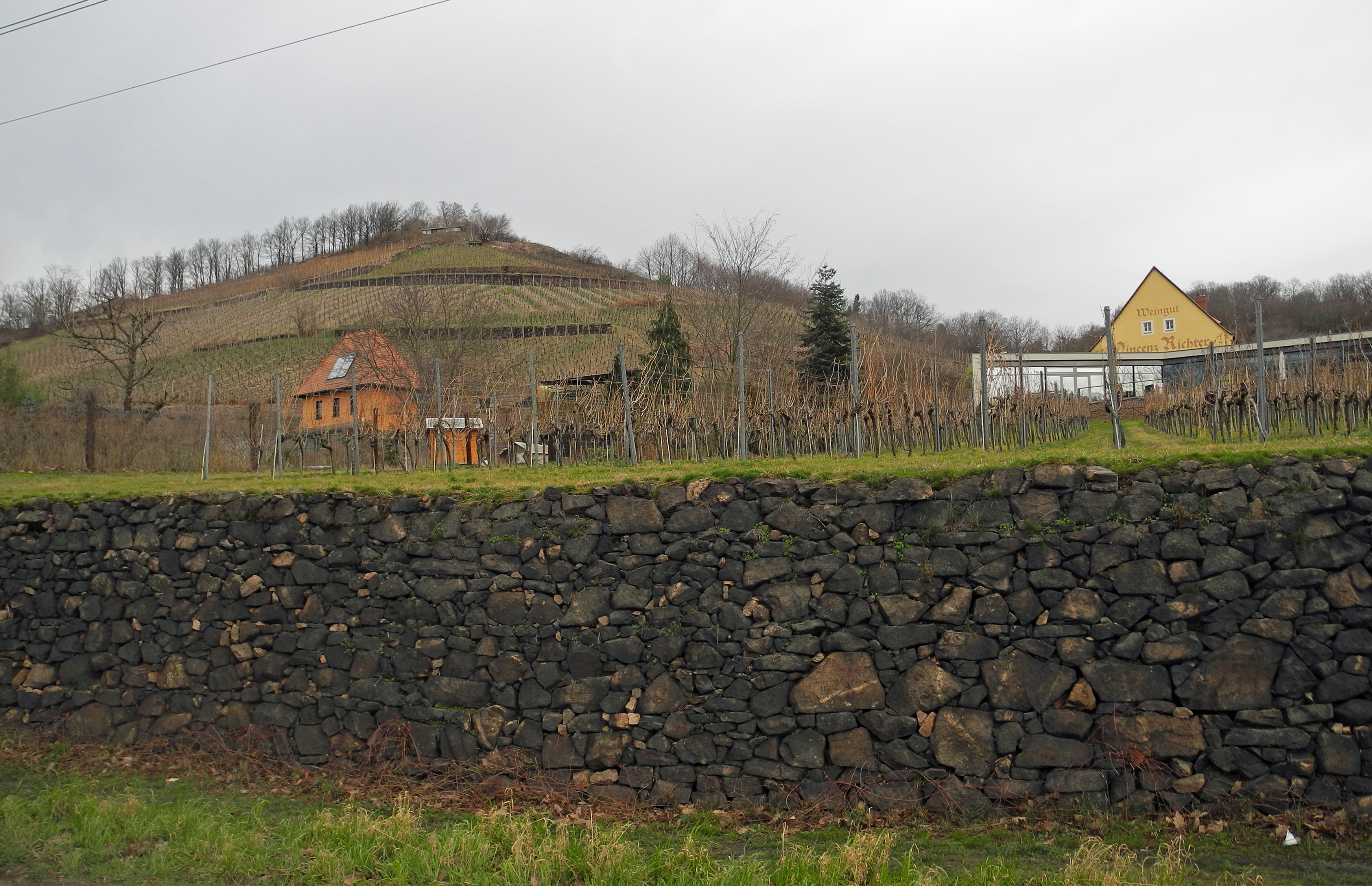
Blick auf den Meißner Kapitelberg

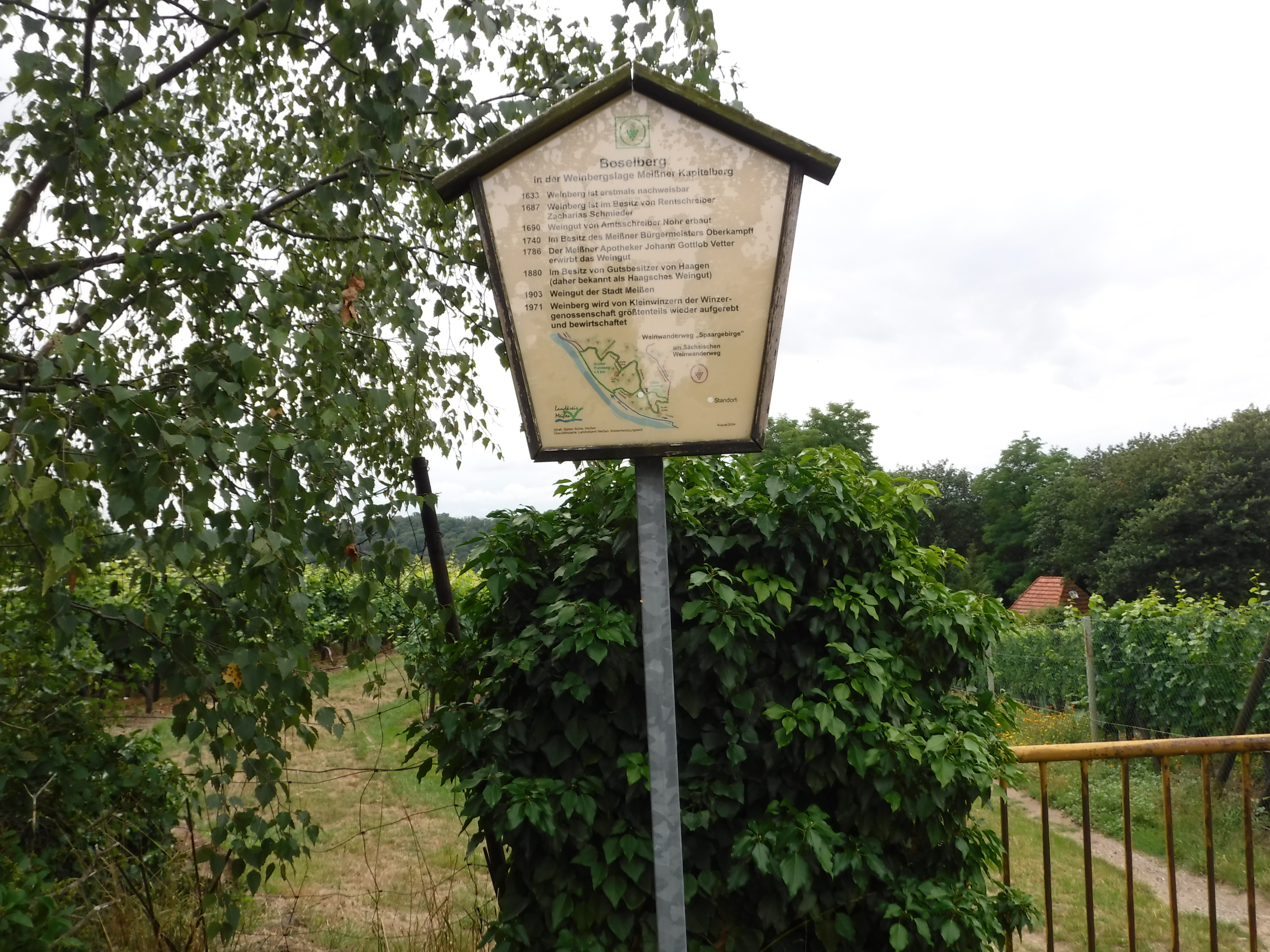
Informationstafel „Boselberg in der Weinbergslage Meißner Kapitelberg“

Der Meißner  Kapitelberg ist eine Weinlage bei Meißen im Weinbaugebiet Sachsen. Sie gehört zum Bereich Meißen und liegt in der Großlage Spaargebirge.
Die Weinbergslage Meißner Kapitelberg im Stadtteil Oberspaar gilt als eine der besten Weinlagen in Sachsen. Der Untergrund besteht aus lockerem Granodiorit-Granit-Verwitterungsboden mit geringem Feinerdeanteil.
Die 42 Hektar große, süd- bis südwestlich ausgerichtete Lage hat einen Neigungsgrad von 5 bis 30 Prozent und gehört noch nicht zur Kategorie der Steillagen.

## Geschichte
Der Weinbau an der Elbe wird erstmals im Jahr 1161 in einer an ein Zisterzienserkloster gerichteten Schenkungsurkunde des Meißner Markgrafen Otto der Reiche (reg. 1156–1190) erwähnt. Der Legende nach soll schon Bischof Benno von Meißen († 1107) den ersten Rebstock eigenhändig bei Meißen gepflanzt und meißnischen Wein getrunken haben.
Das Meißner Tageblatt schrieb zur Jahrtausendfeier am 1. Juni 1929, dass das Meißner Stadtweingut auf dem Kapitelberg im Spaargebirge zu dieser Zeit das größte Weingut im Freistaat Sachsen sei. Von den 90 ha Rebfläche, welche im Meißner Bezirk vorhanden waren, hat das Meißner Stadtweingut 17 ha bearbeitet.

## Bauwerke
Das Haus am Kapitelholzsteig 1 (Weingut Vincenz Richter) wurde im Jahre 1674 erbaut. In den Jahren 1698 und 1699 erfolgte der Anbau als Stallgebäude. Das Gebäude besitzt im Obergeschoss ein kräftig gebildetes Fachwerk und eine reiche Ausbildung der Holzgesimse mit Zähnen, die beim Hauptgesims zum Teil gerade, zum Teil aber schräg gerichtet sind.

## Weinköniglicher Weinberg
Die jeweils amtierende Sächsische Weinkönigin besitzt einen eigenen Weinberg: Der auf den Namen Rote Presse lautende Weinberg liegt in der Weinlage Meißner Kapitelberg. Unweit der Spitze der Deutschen Bosel ist die terrassierte Steillage durch ein weithin sichtbares, ockergelbes Weinbergshäuschen mit spitzem Dach, dem sogenannten Schwalbennest, erkennbar.
Ein Teil der dort geernteten Trauben wird zum Wein der Sächsischen Weinkönigin verarbeitet, der auch für Repräsentationszwecke verwendet wird. Bis 2011 handelte es sich dabei jeweils um einen Riesling. Aus Anlass des 850-jährigen Jubiläums des sächsischen Weinbaus wurde die Sorte des weinköniglichen Weins gewechselt hin zum Traminer, der ältesten sächsischen Rebsorte und damit für das sächsische Weinanbaugebiet typisch.